# Newton (schaal)
De Newton-schaal is een temperatuurschaal ontwikkeld door Isaac Newton rond 1700.
In een poging om warmte te begrijpen, bedacht hij de eerste kwalitatieve thermometer. Hiervoor gebruikte hij zo'n 20 verschillende referentiepunten zoals "koude lucht in de winter" en "gloeiende kolen in het keukenvuur". Deze aanpak bleek te ruw en problematisch. Hij wist dat de meeste stoffen uitzetten bij verhitting, dus vulde hij vervolgens een blikje met lijnzaadolie, en mat het volume tegen zijn gekozen referentiepunten. Hij nam waar dat het volume met 7,25% toenam bij verwarming van "smeltend sneeuw" naar "kokend water".
Newton definieerde de "nulde graad van warmte" als smeltend sneeuw, en de "33e graad van warmte" als kokend water. Daarmee is de Newton-schaal de voorloper van de schaal van Celsius.

## Conversie tussen temperatuurschalen
De conversietabel geeft voor de verschillende temperatuurschalen de omrekenformules.